# 2024년 내셔널 위민스 사커 리그 시즌
2024년 내셔널 위민스 사커 리그 시즌(2024 National Women's Soccer League season)은 미국 여자 축구의 상위 디비전인 내셔널 위민스 사커 리그(National Women's Soccer League)의 12번째 시즌이다. NWSL의 두 프로 전신인 여자 프로 축구(2009~2011)와 여자 유나이티드 축구 협회(2001~2003)를 포함해 이번 시즌은 FIFA와 USSF가 승인한 미국 상위 디비전 여자 축구의 전체 18번째 시즌이다. 리그에는 확장 팀인 베이 FC(Bay FC)와 유타 로열스(Utah Royals)가 추가된 후 14개 팀이 있다. 후자는 2018년부터 2020년까지 리그에서 뛰었던 팀이 부활한 것이다.
이 시즌은 2024년 3월 15일 현 플레이오프 챔피언(NJ/NY Gotham FC)과 NWSL 실드 우승자 샌디에고 웨이브 FC 간의 슈퍼컵 경기인 2024 NWSL 챌린지 컵으로 시작되었다. 정규 시즌은 다음날 시작되어 계속된다. 11월 3일까지; 2024년 하계 올림픽을 위해 7월 8일부터 8월 18일까지 한 달간 일시중지된다. 각 팀은 2023시즌보다 4경기가 늘어난 26경기를 치른다. 플레이오프는 상위 8개 팀으로 구성되며 11월 9일부터 11월 23일까지 진행된다. 2024년 시즌은 CBS 스포츠, ESPN, 아마존 프라임 비디오 및 스크리프스 스포츠(Scripps Sports)와의 새로운 방송 계약에 따른 첫 번째 시즌이다. 총 118개의 경기가 TV로 중계되거나 스트리밍된다.
리그 플레이 외에도 2024년에는 NWSL 클럽과 멕시코 리가 MX 페메닐 클럽 간의 국제 대회인 NWSL x 리가 페메닐 서머 컵(NWSL x Liga MX Femenil Summer Cup)이 데뷔한다. 7월부터 10월까지 방영될 예정이다.